# Make You Feel My Love
"Make You Feel My Love" (ook bekend als "To Make You Feel My Love") is een nummer geschreven door de Amerikaanse singer-songwriter Bob Dylan.

## Bob Dylan
Make You Feel My Love verscheen op het album Time Out of Mind van Bob Dylan uit 1997. Hij bracht het nummer zelf nooit als single uit.

## Billy Joel
Billy Joel nam To Make You Feel My Love in 1997 op voor zijn compilatie-album Greatest Hits Volume III. Het nummer werd als eerste single van dit album uitgebracht. In de Billboard Hot 100 bereikte het nummer de vijftigste positie. In de Nederlandse Single Top 100 kwam het niet verder dan een week op nummer 99.

### Hitnotering

#### NederlandseSingle Top 100
| Positie: | 99 | uit |

## Garth Brooks
Ook Garth Brooks coverde het nummer in 1998. Deze versie verscheen op de soundtrack van de film Hope Floats, ook de versie van Trisha Yearwood verscheen op deze soundtrack. In de VS verscheen dit nummer als tweede op de cd-single van Two piña coladas.

## Adele
De Britse zangeres Adele nam in 2007 een versie van het nummer op voor haar debuutalbum 19. Haar versie van "Make You Feel My Love" werd als vierde single van het album uitgebracht op 6 november 2008. In de uitzending van 18 april 2009 kwam Adele in Mooi! Weer De Leeuw, nadat ze de dag ervoor een concert in de Heineken Music Hall had gegeven. Paul de Leeuw vroeg de aflevering ervoor aan de kijkers om een parafrasering van het nummer op te sturen, één daarvan zou hij uitvoeren samen met Adele. Uit ruim 500 inzendingen werd de winnende songtekst "Zo Puur Kan Liefde Zijn" in een Engels-Nederlandse uitvoering gezongen. Het optreden had effect op de verkopen van het nummer, waarbij het naar de eerste plek in de iTunes Webstore schoot.

### Tracklist
1. "Make You Feel My Love" - 03:32
2. "Painting Pictures" - 03:33

### Hitlijsten
Het was tot eind 2010 Adeles grootste hit in Nederland, waar het nummer op 19 debuteerde in de Nederlandse Top 40 en in de tweede week naar nummer 6 sprong. Het nummer behaalde in de 9e week de derde plek en bleef in totaal 13 weken in de top 10. In de Single Top 100 debuteerde het op nummer 63 en behaalde uiteindelijk de tweede plek. Het verbleef 15 weken in de top 10. In de week van 18 april 2009 sprong het van nummer 16 terug de top 10 in op nummer 7. Na de uitzending van Mooi! Weer de Leeuw klom "Make You Feel My Love" de week erna naar nummer 1. 
Later werd 'Rolling in the Deep' haar grootste hit in Nederland, doordat die 7 weken lang op nummer 1 stond en langer in de top 40 stond.

### Hitnoteringen

#### Nederlandse Top 40
| Hitnotering: 20-12-2008 t/m 09-05-2009 | Hitnotering: 20-12-2008 t/m 09-05-2009 | Hitnotering: 20-12-2008 t/m 09-05-2009 | Hitnotering: 20-12-2008 t/m 09-05-2009 | Hitnotering: 20-12-2008 t/m 09-05-2009 | Hitnotering: 20-12-2008 t/m 09-05-2009 | Hitnotering: 20-12-2008 t/m 09-05-2009 | Hitnotering: 20-12-2008 t/m 09-05-2009 | Hitnotering: 20-12-2008 t/m 09-05-2009 | Hitnotering: 20-12-2008 t/m 09-05-2009 | Hitnotering: 20-12-2008 t/m 09-05-2009 | Hitnotering: 20-12-2008 t/m 09-05-2009 | Hitnotering: 20-12-2008 t/m 09-05-2009 | Hitnotering: 20-12-2008 t/m 09-05-2009 | Hitnotering: 20-12-2008 t/m 09-05-2009 | Hitnotering: 20-12-2008 t/m 09-05-2009 | Hitnotering: 20-12-2008 t/m 09-05-2009 | Hitnotering: 20-12-2008 t/m 09-05-2009 | Hitnotering: 20-12-2008 t/m 09-05-2009 | Hitnotering: 20-12-2008 t/m 09-05-2009 | Hitnotering: 20-12-2008 t/m 09-05-2009 | Hitnotering: 20-12-2008 t/m 09-05-2009 | Hitnotering: 20-12-2008 t/m 09-05-2009 |
| Week:                                  | 1                                      | 2                                      | 3                                      | 4                                      | 5                                      | 6                                      | 7                                      | 8                                      | 9                                      | 10                                     | 11                                     | 12                                     | 13                                     | 14                                     | 15                                     | 16                                     | 17                                     | 18                                     | 19                                     | 20                                     | 21                                     |                                        |
| -------------------------------------- | -------------------------------------- | -------------------------------------- | -------------------------------------- | -------------------------------------- | -------------------------------------- | -------------------------------------- | -------------------------------------- | -------------------------------------- | -------------------------------------- | -------------------------------------- | -------------------------------------- | -------------------------------------- | -------------------------------------- | -------------------------------------- | -------------------------------------- | -------------------------------------- | -------------------------------------- | -------------------------------------- | -------------------------------------- | -------------------------------------- | -------------------------------------- | -------------------------------------- |
| Positie:                               | 19                                     | 6                                      | 5                                      | 5                                      | 6                                      | 6                                      | 6                                      | 6                                      | 3                                      | 3                                      | 4                                      | 4                                      | 4                                      | 9                                      | 14                                     | 23                                     | 24                                     | 29                                     | 34                                     | 34                                     | 38                                     | uit                                    |

#### NederlandseSingle Top 100
| Hitnotering: (week 1 t/m 32) 29-11-2008 t/m 04-07-2009 Hitnotering: (week 33) 14-11-2015 Hitnotering: (week 34 t/m 36) 28-11-2015 t/m 12-12-2015 | Hitnotering: (week 1 t/m 32) 29-11-2008 t/m 04-07-2009 Hitnotering: (week 33) 14-11-2015 Hitnotering: (week 34 t/m 36) 28-11-2015 t/m 12-12-2015 | Hitnotering: (week 1 t/m 32) 29-11-2008 t/m 04-07-2009 Hitnotering: (week 33) 14-11-2015 Hitnotering: (week 34 t/m 36) 28-11-2015 t/m 12-12-2015 | Hitnotering: (week 1 t/m 32) 29-11-2008 t/m 04-07-2009 Hitnotering: (week 33) 14-11-2015 Hitnotering: (week 34 t/m 36) 28-11-2015 t/m 12-12-2015 | Hitnotering: (week 1 t/m 32) 29-11-2008 t/m 04-07-2009 Hitnotering: (week 33) 14-11-2015 Hitnotering: (week 34 t/m 36) 28-11-2015 t/m 12-12-2015 | Hitnotering: (week 1 t/m 32) 29-11-2008 t/m 04-07-2009 Hitnotering: (week 33) 14-11-2015 Hitnotering: (week 34 t/m 36) 28-11-2015 t/m 12-12-2015 | Hitnotering: (week 1 t/m 32) 29-11-2008 t/m 04-07-2009 Hitnotering: (week 33) 14-11-2015 Hitnotering: (week 34 t/m 36) 28-11-2015 t/m 12-12-2015 | Hitnotering: (week 1 t/m 32) 29-11-2008 t/m 04-07-2009 Hitnotering: (week 33) 14-11-2015 Hitnotering: (week 34 t/m 36) 28-11-2015 t/m 12-12-2015 | Hitnotering: (week 1 t/m 32) 29-11-2008 t/m 04-07-2009 Hitnotering: (week 33) 14-11-2015 Hitnotering: (week 34 t/m 36) 28-11-2015 t/m 12-12-2015 | Hitnotering: (week 1 t/m 32) 29-11-2008 t/m 04-07-2009 Hitnotering: (week 33) 14-11-2015 Hitnotering: (week 34 t/m 36) 28-11-2015 t/m 12-12-2015 | Hitnotering: (week 1 t/m 32) 29-11-2008 t/m 04-07-2009 Hitnotering: (week 33) 14-11-2015 Hitnotering: (week 34 t/m 36) 28-11-2015 t/m 12-12-2015 | Hitnotering: (week 1 t/m 32) 29-11-2008 t/m 04-07-2009 Hitnotering: (week 33) 14-11-2015 Hitnotering: (week 34 t/m 36) 28-11-2015 t/m 12-12-2015 | Hitnotering: (week 1 t/m 32) 29-11-2008 t/m 04-07-2009 Hitnotering: (week 33) 14-11-2015 Hitnotering: (week 34 t/m 36) 28-11-2015 t/m 12-12-2015 | Hitnotering: (week 1 t/m 32) 29-11-2008 t/m 04-07-2009 Hitnotering: (week 33) 14-11-2015 Hitnotering: (week 34 t/m 36) 28-11-2015 t/m 12-12-2015 | Hitnotering: (week 1 t/m 32) 29-11-2008 t/m 04-07-2009 Hitnotering: (week 33) 14-11-2015 Hitnotering: (week 34 t/m 36) 28-11-2015 t/m 12-12-2015 | Hitnotering: (week 1 t/m 32) 29-11-2008 t/m 04-07-2009 Hitnotering: (week 33) 14-11-2015 Hitnotering: (week 34 t/m 36) 28-11-2015 t/m 12-12-2015 | Hitnotering: (week 1 t/m 32) 29-11-2008 t/m 04-07-2009 Hitnotering: (week 33) 14-11-2015 Hitnotering: (week 34 t/m 36) 28-11-2015 t/m 12-12-2015 | Hitnotering: (week 1 t/m 32) 29-11-2008 t/m 04-07-2009 Hitnotering: (week 33) 14-11-2015 Hitnotering: (week 34 t/m 36) 28-11-2015 t/m 12-12-2015 | Hitnotering: (week 1 t/m 32) 29-11-2008 t/m 04-07-2009 Hitnotering: (week 33) 14-11-2015 Hitnotering: (week 34 t/m 36) 28-11-2015 t/m 12-12-2015 | Hitnotering: (week 1 t/m 32) 29-11-2008 t/m 04-07-2009 Hitnotering: (week 33) 14-11-2015 Hitnotering: (week 34 t/m 36) 28-11-2015 t/m 12-12-2015 | Hitnotering: (week 1 t/m 32) 29-11-2008 t/m 04-07-2009 Hitnotering: (week 33) 14-11-2015 Hitnotering: (week 34 t/m 36) 28-11-2015 t/m 12-12-2015 |
| Week: | 1 | 2 | 3 | 4 | 5 | 6 | 7 | 8 | 9 | 10 | 11 | 12 | 13 | 14 | 15 | 16 | 17 | 18 | 19 | 20 |
| --- | --- | --- | --- | --- | --- | --- | --- | --- | --- | --- | --- | --- | --- | --- | --- | --- | --- | --- | --- | --- |
| Positie: | 63 | 15 | 6 | 6 | 5 | 2 | 5 | 4 | 9 | 7 | 2 | 2 | 3 | 5 | 2 | 6 | 9 | 13 | 13 | 16 |
| Week: | 21 | 22 | 23 | 24 | 25 | 26 | 27 | 28 | 29 | 30 | 31 | 32 | | 33 | | 34 | 35 | 36 | | |
| Positie: | 7 | 1 | 5 | 6 | 12 | 11 | 19 | 25 | 21 | 42 | 51 | 89 | uit | 98 | uit | 74 | 100 | 86 | uit | |

### Evergreen Top 1000
| Evergreen Top 1000 "Make You Feel My Love - Adele" | Evergreen Top 1000 "Make You Feel My Love - Adele" | Evergreen Top 1000 "Make You Feel My Love - Adele" | Evergreen Top 1000 "Make You Feel My Love - Adele" | Evergreen Top 1000 "Make You Feel My Love - Adele" | Evergreen Top 1000 "Make You Feel My Love - Adele" | Evergreen Top 1000 "Make You Feel My Love - Adele" | Evergreen Top 1000 "Make You Feel My Love - Adele" | Evergreen Top 1000 "Make You Feel My Love - Adele" | Evergreen Top 1000 "Make You Feel My Love - Adele" | Evergreen Top 1000 "Make You Feel My Love - Adele" | Evergreen Top 1000 "Make You Feel My Love - Adele" | Evergreen Top 1000 "Make You Feel My Love - Adele" | Evergreen Top 1000 "Make You Feel My Love - Adele" | Evergreen Top 1000 "Make You Feel My Love - Adele" | Evergreen Top 1000 "Make You Feel My Love - Adele" | Evergreen Top 1000 "Make You Feel My Love - Adele" |
| Jaar                                               | 2008                                               | 2009                                               | 2010                                               | 2011                                               | 2012                                               | 2013                                               | 2014                                               | 2015                                               | 2016                                               | 2017                                               | 2018                                               | 2019                                               | 2020                                               | 2021                                               | 2022                                               | 2023                                               |
| -------------------------------------------------- | -------------------------------------------------- | -------------------------------------------------- | -------------------------------------------------- | -------------------------------------------------- | -------------------------------------------------- | -------------------------------------------------- | -------------------------------------------------- | -------------------------------------------------- | -------------------------------------------------- | -------------------------------------------------- | -------------------------------------------------- | -------------------------------------------------- | -------------------------------------------------- | -------------------------------------------------- | -------------------------------------------------- | -------------------------------------------------- |
| Positie                                            | -                                                  | -                                                  | -                                                  | -                                                  | -                                                  | -                                                  | -                                                  | -                                                  | 365                                                | 192                                                | 188                                                | 319                                                | 318                                                | 380                                                | 468                                                | 357                                                |

### NPO Radio 2 Top 2000
| Nummer met noteringen in de NPO Radio 2 Top 2000 | '09 | '10 | '11 | '12 | '13 | '14 | '15 | '16 | '17 | '18 | '19 | '20 | '21 | '22 | '23 | '24 |
| ------------------------------------------------ | --- | --- | --- | --- | --- | --- | --- | --- | --- | --- | --- | --- | --- | --- | --- | --- |
| Make You Feel My Love                            | 28  | 12  | 19  | 23  | 53  | 61  | 33  | 84  | 138 | 144 | 177 | 227 | 191 | 348 | 387 | 337 |

1. ↑  Een vetgedrukt getal geeft de hoogste notering aan.
2. ↑  2009 was het eerste jaar met een notering voor dit nummer.

## Overige covers
Het nummer is vele malen gecoverd, onder andere door de volgende artiesten:
- Luka Bloom
- Claudia de Breij (Hoeveel ik van je hou)
- Ane Brun
- Carla Bruni
- Martin Buitenhuis
- Kelly Clarkson
- Neil Diamond
- Bryan Ferry
- Ronan Keating
- Ricky Koole
- Huub van der Lubbe
- Joan Osborne
- Timothy B. Schmit
- Jasper Steverlinck
- Bart Peeters (Hoeveel ik van je hou)
- Bram Vermeulen (Te veel)
- Michael Bolton & Helene Fisher
- Michelle Trieu
- Lenny & De Wespen
- Wia Buze (in een Groningse vertaling)
- Wudstik (in het Nederlands vertaald)
- Mary Black (van het album: Full Tide (2005))
- Gerard van Maasakkers (in een Brabantse vertaling: Ge kunt van mijn op aan)
- AURORA[1]